# 大阿米芹
大阿米芹（学名：Ammi majus）为伞形科阿迷芹属的植物。分布在欧洲、非洲、亚洲等地，多生于耕地、荒野以及路边，目前已由人工引种栽培。